# 傑斐遜鎮區 (堪薩斯州里帕布利克縣)
傑斐遜鎮區（英語：Jefferson Township）為美國堪薩斯州里帕布利克縣轄下的鎮區。2010年美国人口普查中此鎮區人口有106人。

## 歷史
傑斐遜鎮區設立於1872年。

## 地理
傑斐遜鎮區涵蓋總面積為94.8平方（36.62平方英里），其中陸地面積為94.7平方（36.55平方英里），水域面積為0.18平方（0.07平方英里）或0.19%。海拔高度475（1,558英尺）。

## 人口統計
根據2010年美國人口普查，傑斐遜鎮區人口有106人，其中男性有53人，女性有53人，人口密度為每平方公里1.12人，住房計48戶。鎮區內的白人有106人，非裔美國人有0人，美洲原住民有0人，亞裔美國人有0人，太平洋島裔美國人有0人，其他種族有0人，混血種族則有0人。此外鎮區內有0人為西班牙裔或拉丁裔美國人。此鎮區之年齡中位數為41.5歲，而男性年齡中位數為39.5歲，女性年齡中位數為41.9歲。

## 交通

### 主要公路
- 36號美國國道